# Grauhabicht
Der Grauhabicht (Tachyspiza novaehollandiae, Synonym: Accipiter novaehollandiae), seltener auch Weißbrauenhabicht, Neuhollandhabicht oder Eidechsenhabicht genannt, ist eine Greifvogelart in den Wäldern im Norden und Osten Australiens. Innerhalb der Art wird eine graue von einer sehr auffallenden weiße Morphe unterschieden.

## Beschreibung

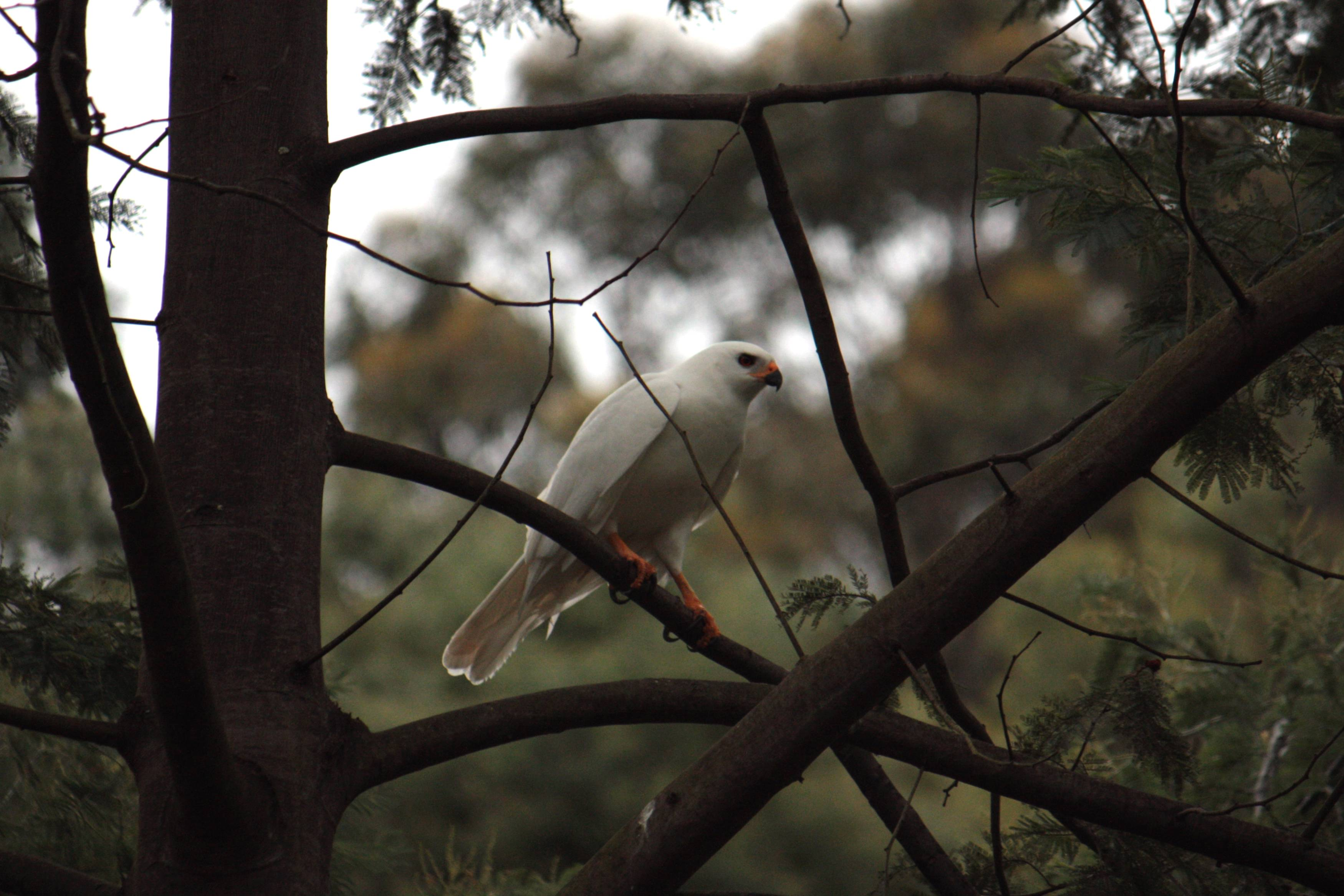
Weiße Morphe des Grauhabichts

Der Grauhabicht ist ein typischer, großer Vertreter der Gattung Accipiter mit relativ kurzen, runden Flügeln, einem langen Schwanz und relativ langen Beinen. Die Körperlänge des Weißbrauenhabichts wird mit 44 bis 55 cm angegeben, die Flügelspanne beträgt 72 bis 101 cm. Die Art zeigt einen sehr ausgeprägten reversen Geschlechtsdimorphismus, Männchen erreichen nur 65 % der Körpergröße der Weibchen. 
Der Grauhabicht zeigt eine graue und eine sehr auffallende weiße Morphe. Das Gefieder der grauen Morphe ist auf Kopf, Rücken und der Flügeloberseite blaugrau bis hellblaugrau und auf der gesamten Unterseite weiß, nur auf der Brust befinden sich feine, dunkle Querbinden. Die Beine sind ebenfalls weiß gefiedert. Der deutsche Name bezieht sich auf die feinen weißen Brauen. Die weiße Morphe ist vollständig weiß. Beide Farbvarianten haben rötlich-orangefarbene bis dunkelrote Augen und gelbe Beine und Füße.
 
Die Jungvögel der grauen Morphe haben eine braune Iris, einen bräunlichen Nacken, eine etwas gröbere Brustbänderung und einen auch auf der Oberseite gebänderten Stoß. Die Jungvögel der weißen Morphe sind von Altvögeln nur anhand der braunen Iris zu unterscheiden. 
Die Balz- und Revierrufe des Weißbrauenhabichts klingen wie eine Serie etwas nasaler, gellender Pfiffe (kuwit-kuwit oder kluuii-kluuii).

## Verbreitung und Lebensraum
Grauhabichte findet man in Wäldern, Regenwäldern, an Flüssen und Waldrändern in den nördlichen, nordöstlichen, östlichen und südöstlichen Küstenregionen Australiens. Sie kommen auch in Tasmanien vor.

## Systematik
Der Artstatus dieser Art und die Anzahl der Unterarten waren lange umstritten, heute werden keine Unterarten mehr anerkannt. Die früher zum Teil als Unterarten des Grauhabichts betrachteten T. n. leucosoma und T. n. griseogularis werden heute dem Inselhabicht (Tachyspiza hiogaster) zugeordnet.

## Ernährung
Im Nahrungsspektrum dominieren kleine bis mittelgroße Vögel, vor allem Tauben, Kakadus, Sittiche und Hühnervögel. Daneben werden auch kleinere Säuger, Schlangen, Eidechsen, Frösche, große Insekten und sehr selten auch Krabben und Aas genutzt. Die Beute wird im schnellen Kurzstreckenflug von versteckten Warten aus am Boden oder in den Bäumen geschlagen. Weibchen schlagen größere Beute als die kleineren Männchen.

## Fortpflanzung
Soweit bekannt, leben Grauhabichte im Revier in monogamer Dauerehe. Die Brutzeiten sind regional sehr verschieden. So brüten die Weißbrauenhabichte im Südosten Australiens von September bis Februar, im Norden von Mai bis November/Dezember. Das relativ kleine Nest hat etwa 50–60 cm Durchmesser und ist ca. 35 cm hoch. Es wird in 9 bis 35 m Höhe von Weibchen und Männchen aus Zweigen und Ästen gebaut und mit Blättern begrünt. Die Horstanlage erfolgt auf einem Seitenast oder in der zentralen Astgabel des Stammes, bevorzugt in Eukalyptus-Bäumen. Für den Nestbau benötigt das Paar sechs bis acht Wochen, das Nest wird zumeist mehrmals benutzt. 
Das Weibchen legt zwei bis vier weiße bis bläuliche oder grünliche Eier, die rot bis braun-lila gefleckt sind. Die Eier werden allein vom Weibchen in 31–34 Tagen ausgebrütet. Das Männchen bringt den Jungvögeln und dem Weibchen Futter, die Jungvögel werden aber nur vom Weibchen gefüttert. Etwa drei Wochen nach dem Schlüpfen beteiligt sich das Weibchen an der Nahrungssuche. Nach etwa sechs Wochen sind die Jungvögel flügge, sie werden dann noch 5–6 Wochen lang betreut.

## Bestand und Gefährdung
Gesicherte Angaben zum Weltbestand gibt es nicht, die IUCN gibt als grobe Schätzung 10.000–100.000 Individuen an. Trotz regionaler Bestandsrückgänge stuft die IUCN die Art insgesamt als ungefährdet ein.